# Shark – Törvényszéki ragadozó
A Shark - Törvényszéki ragadozó (eredeti cím: Shark) Ian Biederman által készített amerikai tévésorozat. A műsor Sebastian Starkról, a népszerű ügyvédről szól, aki meghasonul munkájában, és ezeket a problémákat szeretné megoldani. A sorozat két évadot élt meg 38 epizóddal. Körülbelül 43 perces egy epizód. Amerikában a CBS vetítette 2006. szeptember 21-től 2008. május 20-ig. Magyarországon a TV2 mutatta be 2007. november 28-án.

## Szereplők
Szín:      = Főszereplő
Szín:      = Visszatérő szereplő
Szín:      = Nem szerepelt
| Színész            | Karakter              | Magyar szinkronhang    | Megjelenések | Megjelenések | Megjelenések |
| Színész            | Karakter              | Magyar szinkronhang    | 1. évad      | 2. évad      | Összesen     |
| ------------------ | --------------------- | ---------------------- | ------------ | ------------ | ------------ |
| James Woods        | Sebastian Stark       | Sörös Sándor           | 22           | 16           | 38           |
| Danielle Panabaker | Julie Stark           | Csuja Fanni            | 21           | 14           | 35           |
| Sophina Brown      | Raina Troy            | Haumann Petra          | 22           | 16           | 38           |
| Sarah Carter       | Madeleine Poe         | Roatis Andrea          | 22           | 16           | 38           |
| Jeri Ryan          | Jessica Devlin        | Pikali Gerda           | 22           | 12           | 34           |
| Henry Simmons      | Isaac Wright          | Barabás Kiss Zoltán    | 16           | 16           | 32           |
| Sam Page           | Casey Woodland        | Rába Roland            | 22           |              | 22           |
| Kevin Alejandro    | Danny Reyes           | Papp Dániel            |              | 16           | 16           |
| Carlos Gómez       | Manuel Delgado        | N/A                    | 9            | 3            | 12           |
| Alexis Cruz        | Martin Allende        | Dévai Balázs           | 11           |              | 11           |
| Michael Cotter     | Lewis Slocombe        | Seder Gábor            | 9            | 1            | 10           |
| Kevin Pollak       | Leo Cutler            | Haás Vander Péter      |              | 8            | 8            |
| Shaun Sipos        | Trevor Boyd           | N/A                    |              | 7            | 7            |
| Orla Brady         | Claire Stark          | N/A                    |              | 4            | 4            |
| Michael B. Silver  | Dan Lauter            | Rosta Sándor           | 2            | 2            | 4            |
| Ivar Brogger       | Kenneth Woodruff bíró | N/A                    | 1            | 3            | 4            |
| Billy Campbell     | Wayne Callison        | Sinkovits-Vitay András | 2            | 1            | 3            |

Néhány epizódban nem színészek is láthatóak, önmagukat alakítva: Jonathan Baker, Rick Fox, Hugh Hefner, Larry King, Wolfgang Puck, Jonno Roberts,
Robert Shapiro, Sharon Tay.

## Epizódok
| Évad | Évad | Részek száma | Részek száma | Eredeti sugárzás     | Eredeti sugárzás | Eredeti adó | Magyar sugárzás    | Magyar sugárzás    | Magyar adó |
| Évad | Évad | Részek száma | Részek száma | Évadbemutató         | Évadzáró         | Eredeti adó | Évadbemutató       | Évadzáró           | Magyar adó |
| ---- | ---- | ------------ | ------------ | -------------------- | ---------------- | ----------- | ------------------ | ------------------ | ---------- |
|      | 1.   | 22           | 22           | 2006. szeptember 21. | 2007. május 3.   | CBS         | 2007. november 28. | 2008. november 26. | TV2        |
|      | 2.   | 16           | 16           | 2007. szeptember 23. | 2008. május 20.  | CBS         | 2008. december 3.  | 2010. augusztus 6. | TV2        |

### Első évad (2006–2007)
| Sor. | Év. | Cím                                                                | Rendező           | Író                       | Premier                                 | Nézettség    |
| --- | --- | ------------------------------------------------------------------ | ----------------- | ------------------------- | --------------------------------------- | ------------ |
| 1. | 1.  | Bevezető rész (Pilot)                                              | Spike Lee         | Ian Biederman             | 2006. szeptember 21. 2007. november 28. | 14,74 millió |
| Történet: Epizódszereplők: Romy Rosemont (Margaret Pool), Lindsay Frost (Claire Stark), Carlos Gómez (Manuel Delgado polgármester), Kristen Wilson (Billie Willis), Melissa Leo (Elizabeth Rourke), Mimi Michaels (Jenny Dennison), Todd Christian Hunter (Terrence Rourke), Lynn Whitfield (Anita Astin), Jim Jansen (bíró), Bryant Johnson (Jared), Patricia Lentz (családügyi bírónő), Tony Daly (Gordie Brock), Sally Pressman (Deena Brock), Shay Roundtree (helyszínelő), Kent Shocknek (riporter), Emilio Rivera (nyomozó), Sean Ryal (nyomozó), Annette Chéri (Devlin titkárnője) Megjegyzés: Claire Stark szerepét a második évadban Orla Brady alakítja. |     |                                                                    |                   |                           |                                         |              |
| 2. | 2.  | Szolgálók és védők (LAPD Blue)                                     | Rod Holcomb       | Ian Biederman             | 2006. szeptember 28. 2007. december 5.  | 14,64 millió |
| Történet: Epizódszereplők: Henry Simmons (Isaac Wright), Carlos Gómez (Manuel Delgado polgármester), Rikki Klieman (Dana Pearlman bírónő), Tom Wright (George Martinson rendőrfőnök), Michael Mantell (Norman Elby), Yvonne Delarosa (Ana Rodriguez), Brianna Brown (Carrie Reed), Joss Gomez (Rodriguez ügynök), Robert Shapiro (önmaga), Wolfgang Puck (önmaga), Zeljko Ivanek /Epres Attila/ (Elliott Dasher), Paul Greene (Scott Ransom), Brian Chenoweth (Scott Ransom szomszédja), Shirley Jordan (Vivian Bell bírónő), Sasha Gary (asszisztens), Cory Hardrict (Marcus Jones) Megjegyzés: Henry Simmons (Isaac Wright) első megjelenése a sorozatban, itt még epizódszereplőként. |     |                                                                    |                   |                           |                                         |              |
| 3. | 3.  | Doktor Frász (Dr. Feelbad)                                         | John Showalter    | Keith Eisner              | 2006. október 5. 2007. december 12.     | 13,75 millió |
| Történet: Epizódszereplők: Steven Eckholdt (Dr. Mitchell Sterling), Nora Dunn (Gretchen Curbow), Patrick Fabian (Dr. Charlie Bender), Joseph Castanon (Ethan Sterling), Christina Chambers (Rachel Conway), Ron Glass (Stewart Fenton bíró), Lisa Kaminir (Yvonne Sterling), David Barrera (Mickey Cruz-Alvarez, orvosi vizsgáztató), Anjul Nigam (Alex Neuville), Aimee Brooks (Amber Sellers), David Bickford (Edward Koosman), Dan Sachoff (Andrew Borofsky), Michael Cotter (Lewis Slocombe), Gilbert Glenn Brown (nyomozó), TL Savage (Strom), K.T. Thangavelu (nővér) Megjegyzés: Michael Cotter (Lewis Slocombe) első megjelenése. |     |                                                                    |                   |                           |                                         |              |
| 4. | 4.  | Russo (Russo)                                                      | Ron Lagomarsino   | Kevin Falls               | 2006. október 12. 2007. december 19.    | 14,15 millió |
| Történet: Epizódszereplők: William Forsythe /Csuja Imre/ (Harry Russo), John Rubinstein (Lance Horning), Matt Lanter (Eddie Linden), Craig Susser (Taylor Garrett), Rebecca Marshall (Lisa Gable), Aaron D. Spears (nyomozó), Annie McElwain (Tracy Powers), Andrea Sabesin (Maxine), Candace Kroslak) (Hot Date), Jodi Carlisle (bírőnő), Angela Chee (riporter), Ariel Llinas (nyomozó), Thomas Garner (fegyverszakértő) |     |                                                                    |                   |                           |                                         |              |
| 5. | 5.  | Szorult helyzet (In the Grasp)                                     | Steven DePaul     | Devon Greggory            | 2006. október 19. 2008. január 2.       | 13,71 millió |
| Történet: Epizódszereplők: Arielle Kebbel (Sydney Blair), Paul Schulze (Ted Jeffries), Bryce Johnson (Josh Carpenter), Damaine Radcliff (Nelson), Matt Lanter (Eddie Linden), Andy Umberger (Dr. Bennett Flynn), Adam Clarke (Frye nyomozó), Alicia Ziegler (Tandi Parker), Alex Fernandez (Norman Saunders), Marguerite MacIntyre (Vivian Anderson), Rick Fitts (Walker bíró), Andrew Lukich (Stu Gates), Frank Pacheco (atléta az egyetemen), Aaron Hill (atléta az egyetemen), Jill Arrington (riporter), Dave Allen Clark (riporter), Lu Parker (riporter), Erik Aude (Seth Taylor), Chad L. Stevens (Brent Freeman) |     |                                                                    |                   |                           |                                         |              |
| 6. | 6.  | Halálos divat (Fashion Police)                                     | Arvin Brown       | Bill Chais                | 2006. november 2. 2008. január 9.       | 13,31 millió |
| Történet: Epizódszereplők: Diedrich Bader /Bácskai János/ (Z Pruitt), Carlos Gómez (Manuel Delgado polgármester), Charlayne Woodard (Emily Chambers professzor), Caroline Aaron (Sylvia Howard bírónő), Gabriela Curnen (Claudia Reyes), Gina Gallego (Victoria Reyes), Ion Overman (Laura Montez), Jesse Corti (Jim Ellis), Michael Raynor (Joe Bertelsen), Tim Lounibos (Benny Hong), Zeljko Ivanek /Epres Attila/ (Elliott Dasher), Ben Hermes (segédtiszt), William Romeo (biztonsági őr), Jeff Sugarman (Greg Alderson), Shana Wall (model) |     |                                                                    |                   |                           |                                         |              |
| 7. | 7.  | Csorba (Déjà Vu All Over Again)                                    | Rod Holcomb       | Michael Oates Palmer      | 2006. november 9. 2008. január 16.      | 13,64 millió |
| Történet: Epizódszereplők: Rodney Eastman (Charlie Davis), Joan McMurtrey (Carla Sussman), Zachery Ty Bryan (Scott Natterson), Christopher Allport (Larry Davis), Ned Vaughn (Sam Bemis), Clyde Kusatsu (Chudacoff bíró), Don Swayze (Beau Dawkins), Sandra Hess (Whitney), Gina Chai (az esküdtszék elnöke) |     |                                                                    |                   |                           |                                         |              |
| 8. | 8.  | Szerelmi háromszög (Love Triangle)                                 | Clark Johnson     | Mimi Schmir Ian Biederman | 2006. november 16. 2008. január 23.     | 15,24 millió |
| Történet: Epizódszereplők: Caitlin Wachs (Cat Crosby), Thomas Dekker /Morassi László/ (Ben Channing), Suzanne Cryer /Csizmadia Gabi/ (Andrea Crosby), Michael B. Silver (Dan Lauter), Michael Hyatt (Ruth Hartford), Rikki Klieman (Dana Pearlman bírónő), Ray J (rapper), Michael J. Pagan (Anthony Rand), Dianna Agron (Gia Mellon), Aimee Brooks (Amber Sellers), Matt Kaminsky /Imre István/ (Seth Archer), Hira Ambrosino (Dr. Wong), MyCale Guyton (Erica Hartford), Dave Allen Clark (tévériporter), Khari Wyatt (professzor), Izabella G. Rayner (Andrea Crosby barátnője) Megjegyzés: Henry Simmons (Isaac Wright) ebben a részben tér vissza és innentől állandó szereplő. |     |                                                                    |                   |                           |                                         |              |
| 9. | 9.  | A Mónika-krónika (Dial M for Monica)                               | Steve Gomer       | Ian Biederman             | 2006. november 23. 2008. január 30.     | 12,41 millió |
| Történet: Epizódszereplők: Kari Matchett /Tallós Rita/ (Monica Tanner), Carlos Gómez (Manuel Delgado polgármester), Matt Lanter (Eddie Linden), Maximiliano Hernández (Freddie Hopper), Mireille Enos (Chloe Gorman), Ron Glass (Stewart Fenton bíró), Shanti Lowry (Michelle), Kim Director (Veronica Dale), Rob Brownstein (Leeland Hayward bíró), Illeana Douglas (Gloria Dent), Ashley Madison (Brittany), Michael G. Canaan (börtönőr), Kent Shocknek (tévériporter), Paul Webster (Greg Kamins), Jack Merrill (Don Meigert), Sarah Cahill (Allison Adams), Ella Thomas (call girl), Cathy Shim (call girl), Meghan Lynch (call girl) |     |                                                                    |                   |                           |                                         |              |
| 10. | 10. | Anyai bűnök (Sins of the Mother)                                   | Robert Lieberman  | Yolanda Lawrence          | 2006. december 7. 2008. február 6.      | 13,98 millió |
| Történet: Epizódszereplők: Jeffrey D. Sams /Varga Gábor/ (Julian Cook), Leah Pipes (Jordan Metcalfe), Christopher Cousins (Richard Metcalfe), John Cothran (Perry Webb bíró), Rusty Schwimmer (Wendy Dunmiller), Eugene Byrd /Szokol Péter/ (Kurt Bellows), Michael Cotter (Lewis Slocombe), Alla Korot /Ősi Ildikó/ (Tracy Weston), Paul Norwood (Dr. Russell Barry), Jami Gertz (Sara Metcalfe), David Campbell (nyomozó), Randy Flagler (Jeremy Clinton) |     |                                                                    |                   |                           |                                         |              |
| 11. | 11. | Khan haragja (The Wrath of Khan)                                   | Kate Woods        | Keith Eisner              | 2007. január 4. 2008. február 13.       | 14,41 millió |
| Történet: Epizódszereplők: Bokeem Woodbine (Willy Tarver), Jason George (Ray Harkin), Federico Dordei (Emilio Perez), Mark Rolston (Cade Berlinger), Navid Negahban (Amir Khan), Kerrie Keane (Barbara Seligman), Andrew James Allen (James Weyland), Michelle Bonilla (Elena Perez), Al Sapienza (Simon Bernhardt), Kenneth Choi (Kirk Bagley), Andy Mackenzie (Jake Forman), Rick Fitts (Walker bíró), Michael Cotter (Lewis Slocombe), Nigel Gibbs (Hunter rendőrfőnök-helyettes) Megjegyzés: Alexis Cruz (Martin Allende) utolsó megjelenése. |     |                                                                    |                   |                           |                                         |              |
| 12. | 12. | Wayne világa (Wayne's World)                                       | Chris Misiano     | Bill Chais Ian Biederman  | 2007. január 18. 2008. február 20.      | 15,09 millió |
| Történet: Epizódszereplők: Billy Campbell (Wayne Callison), Heather McComb (Janet Butler), Carlos Gómez (Manuel Delgado polgármester), Scott Michael Campbell (Tommy Callison), Denise Dowse (Jane Briar bírónő), Deidrie Henry (Garland nyomozó), George Wyner (George Morton bíró), Patricia Skeriotis (Jane), Dave Allen Clark (riporter), Cheryl Carter (Foreman), Steve Hasley (Callison kirendelt ügyvédje) Megjegyzés: Billy Campbell (Wayne Callison) első megjelenése. |     |                                                                    |                   |                           |                                         |              |
| 13. | 13. | A tanárnő kedvence (Teacher's Pet)                                 | Rod Holcomb       | Bill Chais Kevin Falls    | 2007. február 1. 2008. február 27.      | 14,08 millió |
| Történet: Brandon Crawford, Dél-Kalifornia legnagyobb ingatlanfejlesztője gyilkosság áldozata lesz. A halott milliárdosnak rengeteg ellensége volt, így a nyomozás is elég lassan halad. A férfi fia válik először gyanússá, aki ellen Brandon volt feleségének segítségével bizonyítékot is találnak. Raina és Isaac között egyre szorosabb viszony kezd kialakulni. Stark felfogad egy fiatal testőrt Julie mellé. Epizódszereplők: Julian Morris /Előd Botond/ (Dylan Crawford), Erinn Hayes /Zsigmond Tamara/ (Ellie Davis), Jennifer O'Dell /Mics Ildikó/ (Sonja Crawford), Jordan Belfi /Bartucz Attila/ (Neal Donovan), Sterling K. Brown (Quenton North), Joan McMurtrey (Carla Sussman), Michael Cavanaugh (Newman bíró), Phillip Rhys (Philip Singh), Nicholas Braun /Kováts Dániel/ (Craig), Nicholas Guest (William Prosk), Alison Martin (Rita Bardos bírónő), Christopher Foley (Dylan csapattársa), Mitch Longley (Mickey Strong), Greg Allan Martin (Brandon Crawford), Paul Keeley (Sonja ügyvédje), Patrick Robert Smith (seriff), Christian Svensson (nyomozó) |     |                                                                    |                   |                           |                                         |              |
| 14. | 14. | Sztárba szökkenve (Starlet Fever)                                  | Adam Davidson     | Jacob Epstein             | 2007. február 8. 2008. március 5.       | 14,53 millió |
| Történet: Egy fiatal és népszerű színésznőt megölnek, amikor az egy klubból hazafelé tart az autójával. Kiderül, hogy a lány nem sokkal azelőtt vetett végett egy hosszan tartó és titkos kapcsolatának. A gyilkossággal először egy paparazzót gyanúsítanak. Epizódszereplők: Ray Wise (Lloyd Holcomb), Joy Jorgensen (Krystie Mays), Jennifer Aspen (April George), Jonno Roberts (Jonno), Eric Ladin (Ronald Harper), Mark Sivertsen (Marty Babish), Jordan Belfi /Bartucz Attila/ (Neal Donovan), Eli Goodman (Michael Green), Shashawnee Hall (Thomas Watkins bíró), Tom Virtue (Larry Reiner), Geoffrey Rivas (Roja nyomozó), Michael Cotter (Lewis Slocombe), Hayley Marie Norman (Charlotte Prosser), Kelli Kirkland (Andrea Greer), Mo Gallini (Theo Samaha), Sharon Tay (önmaga), Stefanie Butler (Taylor Mays), Jason Graham (Tony), Karen Elmore (riporter) |     |                                                                    |                   |                           |                                         |              |
| 15. | 15. | Bíró-bírálat (Here Comes the Judge)                                | Steve Gomer       | Ken Woodruff              | 2007. február 15. 2008. március 12.     | 15,11 millió |
| Történet: Egy ultrakonzervatív bírónak – akivel Stark már többször is komoly összetűzésbe került –, meggyilkolják a feleségét. Az ügyet Stark kapja és számára azonnal a bíró válik az első számú gyanúsítottá és arról is tudomást szerez, hogy a házassága válságban volt. Epizódszereplők: Tim Matheson (Andrew Bennett bíró), Rick Hoffman (Sam Harris), Jordan Belfi /Bartucz Attila/ (Neal Donovan), Rick Peters (Rob Demato), Theo Rossi (Danny Vargas), Michael Cotter (Lewis Slocombe), Jacqueline Hahn (Kathryn Cavanaugh bírónő), Bobby Hosea (bárpultos), Kelly McNair (Kim), Illeana Douglas (Gloria Dent), Adam Lieberman (rendőrnyomozó) |     |                                                                    |                   |                           |                                         |              |
| 16. | 16. | Vak bizalom (Blind Trust)                                          | Marcos Siega      | Devon Greggory            | 2007. február 22. 2008. március 19.     | 14,18 millió |
| Történet: Starktól a legjobb barátja kér segítséget az éjszaka közepén, mikor egyik alkalmazottját holtan találja. A holttestet azonban másnap egy teljesen más helyen találják meg a rendőrök. Julie eközben megpróbálja titokban tartani az apja előtt, hogy letartóztatták ittas vezetésért. Epizódszereplők: Gary Cole (Christian Chambers)), Leighton Meester (Megan), Chris William Martin (Ryan Stafford), Coby Ryan McLaughlin (Ben Melvin), H. Richard Greene (Trevor C. Williams bíró), Danielle Bisutti (Francis Chambers), Michael Cotter (Lewis Slocombe), David Barrera (Mickey Cruz-Alvarez, orvosi vizsgáztató), Terrell Tilford (Randal Hairston), Kim Evey (Kate Prestin), Madison Bauer (Heather Spaulding), Kimleigh Smith (nyomozó), Jeremy Shada (CJ Chambers), Julia Di Angelo (Addison Chambers), Ashley Madison (Britney Forrest), Jim Klock (Si) |     |                                                                    |                   |                           |                                         |              |
| 17. | 17. | A nagy durranás (Backfire)                                         | Anthony Hemingway | Ted Humphrey              | 2007. március 29. 2008. március 26.     | 14,49 millió |
| Történet: Stark egy nagyon kellemetlen ügyben kénytelen eljárni. Amikor egy utcai lövöldözésben ketten is súlyosan megsérülnek, felmerül, hogy esetleg a helyszínen lévő rendőrök korruptak voltak. A nyomozás során Stark többször is hazugságon kapja őket. Epizódszereplők: Clifton Powell (Ray Tillman), Tommy Savas (Kenny Leary), Carlos Gómez (Manuel Delgado polgármester), Laura Leighton (Angela Corbin), Michael B. Silver (Dan Lauter), Denise Dowse (Jane Briar bírónő), Michael Cotter (Lewis Slocombe), Kevontay Jackson (Reshaun Ferris), Christopher B. Duncan (Rick Lucas), Allison Dunbar (Maria Correlli), John Lacy (Terry Burns), Sean Nepita (Boyd Bergdorf), Jenifer Lewis (Ellie Broussard), Jeremy Gram Weaver (technikus), Khari Wyatt (férfi), Lanette Ware (nő), Howard Mungo (idősebb férfi), Lyne Odums (idősebb), Owen H.M. Smith (riporter) |     |                                                                    |                   |                           |                                         |              |
| 18. | 18. | Az igazság fogságában (Trial by Fire)                              | Paul Holahan      | Ian Biederman             | 2007. április 5. 2008. április 2.       | 15,10 millió |
| Történet: Egy tárgyalás közepén egy fegyveres rablással vádolt férfi fegyvert szerez és túszokat ejt. Állítása szerint ugyanis ő nem bűnös és igazságot akar. A teremben maradtak közt többek között Stark és Raina is ott van, illetve egy kegyetlen gyilkos, akire Raina ki akarja szabatni a halálbüntetést. Epizódszereplők: Evan Handler (Stanley Davis), Leighton Meester (Megan), Carlos Gómez (Manuel Delgado polgármester), Patrick Kilpatrick (Paul Masters), George Wyner (George Morton bíró), Bruce Nozick (Kevin Gage), Shontae Saldana (Marta Torres), Cameron Goodman (Carol Bonner), Trever O'Brien (Greg Bonner), Kent Faulcon (John Ramsey), Sherri Parker Lee (Brenda Davis), Mike Gomez (Luis Flores), Keisha Alfred (Laura Miller), Celestino Cornielle (Daniel Moreno), Kim Estes (végrehajtó), Yvans Jourdain (végrehajtó) |     |                                                                    |                   |                           |                                         |              |
| 19. | 19. | Menekülés pornóból (Porn Free)                                     | Martha Coolidge   | Keith Eisner Mimi Schmir  | 2007. április 12. 2008. április 9.      | 14,49 millió |
| Történet: Epizódszereplők: Leland Orser (Brent Gilroy), Leighton Meester (Megan), Mini Anden (Katie Padget), John Getz (Nicholas bíró), Dale Dickey (Nancy Padget), Lynda Boyd (Maya Snider), Adriane Lenox (Mary Draper), Marshall Cook (Aaron Towers), Mark Feuerstein (Mitchell Latimer), Michael Cavalieri (Tyson Shaw), Ken Michelman (esküdt), Kimble Jemison (esküdt), Christina Ferraro (fiatal nő), Gina Hiraizumi (fiatal nő), Beth Glickman (fiatal nő), Simona Fusco (színésznő), Yasmin Spain (színésznő), Jeff Soskin (Mr. Jones), Aubrie Lemon (Summer) |     |                                                                    |                   |                           |                                         |              |
| 20. | 20. | Kapj el, ha tudsz! (Fall from Grace)                               | Terrence O'Hara   | Steve Sharlet             | 2007. április 19. 2008. április 16.     | 12,54 millió |
| Történet: Epizódszereplők: Natasha Henstridge (Nicolette Ross), Bess Wohl (Natalie Burke), Chris Johnson (Brandon Cole), Diora Baird (Nina Lange), Rick Pasqualone (Max Lundy), Michael Cotter (Lewis Slocombe), Shashawnee Hall (Thomas Watkins bíró), Michael Canavan (Peter Cole), Nike Doukas (Carla Jarret), Michael William Freeman (Eric Barrow), Haley Webb (Danielle), Brittany Curran (Annie), Andy Hirsch (Victor Burke), Dimitri Diatchenko (Gavin Lundy), Jaclyn Kerhulas (pincérnő), Kent Shocknek (híradós) |     |                                                                    |                   |                           |                                         |              |
| 21. | 21. | Mintaapa (Strange Bedfellows)                                      | Paul Holahan      | Michael Oates Palmer      | 2007. április 26. 2008. november 19.    | 14,10 millió |
| Történet: Epizódszereplők: Sherry Stringfield (Nora March), Stacy Edwards (Gail Buckner), Carlos Gómez (Manuel Delgado polgármester), Miles Heizer (Jackie Buckner), David Zayas (Alvarez), David Barry Gray (Russel Wallace), Michael Reilly Burke (Stuart Buckner), Michelle Hurd (Dr. Connie Vasquez), Michael Cotter (Lewis Slocombe), Alison Martin (Rita Bardos bírónő), Alex Fernandez (Norman Saunders), Owen Beckman (Frank Cooley), Marta Martin (Arlene Castro), Connor Diliberto (Randy Castro), Bridgit Yvette (riporter) |     |                                                                    |                   |                           |                                         |              |
| 22. | 22. | Wayne világa: A visszavágó (Wayne's World 2: Revenge of the Shark) | Adam Davidson     | Ian Biederman             | 2007. május 3. 2008. november 26.       | 12,50 millió |
| Történet: Epizódszereplők: Billy Campbell (Wayne Callison), Tracy Middendorf (Wendy Phillips), Chad Todhunter (Jeffrey Wharton), Carlos Gómez (Manuel Delgado polgármester), Ivar Brogger (Kenneth Woodruff bíró), Curtis Mark Williams (Dan Tompko), Laurie O'Brien (Amanda Morton), James Huang (M.E. William Chen), Graham Shiels (nyomozó), Larry King (önmaga), Dana West (riporter), Eden Marie James (a polgármester asszisztense), Laura Liguori (esküdt) Megjegyzés: Billy Campbell (Wayne Callison) második, Sam Page (Casey Woodland) utolsó megjelenése. |     |                                                                    |                   |                           |                                         |              |

### Második évad (2007–2008)
| Sor. | Év. | Cím                                                             | Rendező                     | Író                             | Premier                                 | Nézettség             |
| --- | --- | --------------------------------------------------------------- | --------------------------- | ------------------------------- | --------------------------------------- | --------------------- |
| 23. | 1.  | Oroszországból szeretettel (Gangster Movies)                    | Adam Davidson               | Ian Biederman és Devon Greggory | 2007. szeptember 23. 2008. december 3.  | 11,42 millió          |
| Történet: Epizódszereplők: Arnold Vosloo (Andre Zitofsky), Mozhan Marnò (Maria Lutrova), Jordan Marder (Derek Markham), Dakin Matthews (Warren Cleary bíró), Albie Selznick (Warren Dowd), Ed O'Ross (Yuri Denikoff), Michael Cotter (Lewis Slocombe), Colby French (Carl Wilson), Ray Proscia (aukcióvezető), Kevin Pollak (Leo Cutler államügyész), Ray Bolton (Tiszt), Mel Fair (Glen Neiman), Lou Mulford (Dana Neiman) Megjegyzés: Michael Cotter (Lewis Slocombe) utolsó megjelenése. |     |                                                                 |                             |                                 |                                         |                       |
| 24. | 2.  | Lezáratlan múlt (For Whom the Skel Rolls)                       | Paul Holahan                | Gardner Stern és Devon Greggory | 2007. szeptember 30. 2008. december 10. | 11,34 millió 585 ezer |
| Történet: Epizódszereplők: Kurt Fuller (Ben Bentley), Eddie McClintock (Tom Brandt), Paul Ben-Victor (Ricky Rago), Shaun Sipos (Trevor Boyd), Robert LaSardo (Hector Hernandez), Denise Dowse (Jane Briar bírónő), Sonny Marinelli (Richie Swift nyomozó), Robert Joseph (Akins nyomozó), Kevin Pollak (Leo Cutler államügyész), Sherrie Jackson (Nicole Ellers), Lou George (Wilson Stevens), Tiara Parker (Olivia Nixon) Megjegyzés: Shaun Sipos (Trevor Boyd) első megjelenése. |     |                                                                 |                             |                                 |                                         |                       |
| 25. | 3.  | A szépség ára (Eye of the Beholder)                             | Marcos Siega                | Ted Humphrey és Devon Greggory  | 2007. október 7. 2008. december 17.     | 11,27 millió 491 ezer |
| Történet: Epizódszereplők: Richard Burgi (Dr. Neil Fuller), John de Lancie (Warren Kovak), Neil Hopkins (Garrett Blake), Shaun Sipos (Trevor Boyd), Nora Dunn (Gretchen Curbow), Michael B. Silver (Dan Lauter), Amy Price-Francis (Amanda Sellers), Ivar Brogger (Kenneth Woodruff bíró), Brett Rickaby (Hank Gibbons), Susan Chuang (Futamora bírónő), Marisa Ramirez (Monique), Lucas Ford (Rick Steiger), Angela Gollan (fotóasszisztens) |     |                                                                 |                             |                                 |                                         |                       |
| 26. | 4.  | Dr. Laura (Dr. Laura)                                           | Kate Woods                  | Jacob Epstein és Devon Greggory | 2007. október 14. 2009. január 7.       | 11,06 millió 629 ezer |
| Történet: Epizódszereplők: Orla Brady (Claire Stark), Judith Scott (Dr. Laura Fields), Robert Curtis Brown (Morgan Ride), Matt Battaglia (Don Kipling), Dex Elliott Sanders (Greg Tobias), Shashawnee Hall (Thomas Watkins bíró), David Norona (Tony Gorham), Jason Marsden (Kelso Sutton), François Chau (Mike Wong), Kevin Pollak (Leo Cutler államügyész), Dana Cuomo (Victoria Pearson), Ted Garcia (riporter) Megjegyzés: Claire Stark második megjelenése. A szerepet Lindsay Frost helyett Orla Brady alakítja ettől a résztől kezdve. |     |                                                                 |                             |                                 |                                         |                       |
| 27. | 5.  | A vergődő diák (Student Body)                                   | Seith Mann                  | Bill Chais és Devon Greggory    | 2007. október 21. 2009. január 14.      | 11,00 millió 581 ezer |
| Történet: Epizódszereplők: Orla Brady (Claire Stark), Jeffrey Nordling (Oliver Hayes FBI-ügynök) Carlos Gómez (Manuel Delgado polgármester), Johnny Lewis (Michael Hackford), Shaun Sipos (Trevor Boyd), Scott Paulin (Craig Deering), Jordan Baker (Dr. Rebecca Graham), Tyler Kain (Jamie Dressler), Ron Glass (Stewart Fenton bíró), Paul Schackman (Dr. Kevin Phelps), Scott Rinker (Matt Burris), Jos Viramontes (Anthony Ramirez professzor), Donnie Jeffcoat (Joe Crawford), Michael Beach (Lester Spence), Laura Chinn (Anna Dalton), Artie Baxter (Kyle Deering), Anjali Bhimani (Carlson)                                                       |     |                                                                 |                             |                                 |                                         |                       |
| 28. | 6.  | A leléptetés (No Holds Barred)                                  | Paul McCrane                | Ken Woodruff                    | 2007. október 28. 2009. január 21.      | 10,26 millió 556 ezer |
| Történet: Epizódszereplők: Orla Brady (Claire Stark), Rockmond Dunbar (Teddy Banks), Josie Davis (Kelly Abbott), Kevin Durand (Rick Carris), Shaun Sipos (Trevor Boyd), Robert Cicchini (Ramon Campos), Lisa Thornhill (Stephanie Downing), John Cothran (Perry Webb bíró), Michael Adler (Dr. Dan Millman), Marcus LaVoi (Steve Abbott), Louis T. Moyle (Tommy Abbott) |     |                                                                 |                             |                                 |                                         |                       |
| 29. | 7.  | A szökés hatalma (In Absentia)                                  | Adam Davidson               | Kim Clements                    | 2007. november 4. 2009. január 28.      | 11,16 millió 571 ezer |
| Történet: Epizódszereplők: Sherry Stringfield (Nora March), Amy Aquino (Grant bíró), Meredith Monroe (Nina Weber), Steven Brand (Eli Weber), Rene Rivera (Garcia rendőrkapitány), Austen Parros (Don Davis), Philip Anthony-Rodriguez (Louis Menashi), Katie A. Keane (Meg Fullerton), Troy Ruptash (Mike Brigham), Brenda Strong (Olivia Hartnell), Titus Welliver (Javier / Dexter Modene), David Michie (Benicio), Jerry Zatarain Jr. (Luis), Robert Thorne (Tommy Harris), Kelly McGarry (Hanna Hartnell) |     |                                                                 |                             |                                 |                                         |                       |
| 30. | 8.  | Célkeresztben (In the Crosshairs)                               | Paul Holahan                | Keith Eisner                    | 2007. november 11. 2009. február 4.     | 11,46 millió 584 ezer |
| Történet: Epizódszereplők: Scottie Thompson (Leslie Purcell), Carlos Gómez (Manuel Delgado polgármester), Nathan Anderson (Sam Purcell), Alex Carter (Alan Boyd), Michael B. Silver (Dan Lauter), H. Richard Greene (Trevor C. Williams bíró), Amin Joseph (Kevin Barlow), Laura Leigh Hughes (Natalie Warner), Collins Pennie (Lewis Beamon), Kevin Pollak (Leo Cutler államügyész), Anjali Bhimani (Miranda Carlson), Dave Allen Clark (riporter), Darren O'Hare (Tim Bramson), Bradley Fisher (összeesküvéselmélet-hívő) |     |                                                                 |                             |                                 |                                         |                       |
| 31. | 9.  | Égő fájdalom (Burning Sensation)                                | James Frawley, Marcos Siega | Devon Greggory                  | 2007. november 18. 2009. február 11.    | 12,65 millió 583 ezer |
| Történet: Epizódszereplők: Mark Deklin (Peter Rhodes), Karl Makinen (Joe Stevens), Carlos Gómez (Manuel Delgado polgármester), Glenn Morshower (Don Alston tűzoltóparancsnok), Kate Norby (Diane Hadley), Jon Sklaroff (Deno Orr), Shaun Sipos (Trevor Boyd), Michael Cavanaugh (Newman bíró), Rick Fitts (Walker bíró), Cassandra Freeman (Grace Hernandez), Bob Jesser (Richard Johnson), Benjamin Patterson (Paul Adams mérnök), Dylan White (Felügyelő), Kevin Symons (George Hadley), Lisa Lawrence (Torrie Smith), Michael Tower (Jared Qualls), Lili Asvar (Rockerlány) Megjegyzés: Carlos Gómez (Manuel Delgado polgármester) utolsó megjelenése. |     |                                                                 |                             |                                 |                                         |                       |
| 32. | 10. | Gyere őrült! (Every Breath You Take)                            | Dean White                  | Ted Humphrey                    | 2007. november 25. 2009. február 18.    | 10,1 millió 714 ezer  |
| Történet: Epizódszereplők: Sam Witwer (Richard Lee Franco), Shawn Christian (Kerry Conklin), Holly Valance (Christina Shaw), Mark Totty (Zach Holbrook), Shaun Sipos (Trevor Boyd), Robin Thomas (Evan Kendall), Alex Carter (Alan Boyd), Sumalee Montano (Arlene Pierce), Ivar Brogger (Kenneth Woodruff bíró), Jacqueline Hahn (Kathryn Cavanaugh bíró), Bruce Nozick (Kevin Gage), Carlos Alvarado (Reuben Gutierrez), Ray Abruzzo (Lennie Rabinov), Kevin Pollak (Leo Cutler államügyész), Ted Garcia (Riporter), Stacy Fields (Riporter), Lysander Abadia (Művezető), Tom Knickerbocker (Jonah Ryan)                                                 |     |                                                                 |                             |                                 |                                         |                       |
| 33. | 11. | Mindhalálig zene (Shaun of the Dead)                            | Terrence O'Hara             | Gary Glasberg, Ken Woodruff     | 2007. december 9. 2009. február 25.     | 9,83 millió 486 ezer  |
| Történet: Epizódszereplők: Paul Wesley (Justin Bishop), David Clayton Rogers (Brody Miller), Chris Payne Gilbert (Rob Bishop), Kaylee DeFer (Katie Dobbs), Shaun Sipos (Trevor Boyd), Jeffrey D. Sams (Julian Cook), Jason Marsden (Kelso Sutton), Kathleen York (Jillian Parks), Ramy Zada (Andy Zahai), John Cothran (Perry Webb bíró), Jack Plotnick (Bradley Roberts), John D'Aquino (Ty Bennings), Rob Brownstein (Wycoff bíró), Bart Blackwell (Shaun Mason), Jack Weber (Gyerek), Phoebe Holston (Művezető) Megjegyzés: Shaun Sipos (Trevor Boyd) utolsó megjelenése.                                                                              |     |                                                                 |                             |                                 |                                         |                       |
| 34. | 12. | Vétkesek közt cinkos (Partners in Crime)                        | David J. Miller             | Bill Chais                      | 2008. január 27. 2009. március 11.      | 11,03 millió 571 ezer |
| Történet: Epizódszereplők: Peter Gallagher (Frank Bell), Jonathan Banks (Jason Normandy), Elizabeth Lackey (Jennifer Randolph), Joe Spano (Paul Faber), Carlo Rota (Anton Robitaille), Michael Massee (Duncan Mercer), William Stanford Davis (Sonny Gore), Rikki Klieman (Dana Pearlman bírónő), Efrain Figueroa (Victor Ortiz bíró), Jeff Austin (Bob McClure), Joseph Will (Moreno nyomozó), Kevin Pollak (Leo Cutler államügyész), Matthew Willig (Hank 'Buzz' Busby) Megjegyzés: Jonathan Banks (Jason Normandy) első, Jeri Ryan (Jessica Devlin) utolsó megjelenése.                                                                                |     |                                                                 |                             |                                 |                                         |                       |
| 35. | 13. | A kamarai kizárás (Bar Fight)                                   | Adam Davidson               | Bill Chais                      | 2008. április 29. 2010. július 23.      | 10,16 millió 536 ezer |
| Történet: Epizódszereplők: Orla Brady (Claire Stark), Jonathan Banks (Jason Normandy), John Kapelos (Az ügyészségi tárgyalás vezetője), Patty McCormack (Mary Belkin), David Barrera (Mickey Cruz-Alvarez orvos), Cullen Douglas (Peter Mirsky), Michael Rooker (Oscar Riddick), Paula Marshall (Jordan Westlake), David Vincent (Sheriffhelyettes), Roy Jackson (Sheriffhelyettes), Gary Weeks (EPA-munkás) Megjegyzés: Paula Marshall (Jordan Westlake) első, Orla Brady (Claire Stark) és Jonathan Banks (Jason Normandy) utolsó megjelenése. |     |                                                                 |                             |                                 |                                         |                       |
| 36. | 14. | Las Vegas (Leaving Las Vegas)                                   | Paul Holahan                | Keith Eisner                    | 2008. május 6. 2010. július 30.         | 10,05 millió 656 ezer |
| Történet: Epizódszereplők: Nestor Serrano (Duke Ballantine), James Immekus (Monte Ballantine), Rochelle Aytes (Karla Ballantine), Dennis Boutsikaris (Lester Rivers, ügyvéd), Sterling Macer Jr. (Lloyd Carpenter nyomozó), David Andriole (Mickey Rafferty), John Kapelos (Az ügyészségi tárgyalás vezetője), Kathleen Garrett (Mary Osman bíró), Kenneth Meseroll (Arnold Weston), Alyssa Diaz (Rosa Diaz), Paula Marshall (Jordan Westlake), Kevin Pollak (Leo Cutler államügyész), Jina Song (Riporter), Rich Levier (Kártyaosztó), Brittany Shea (Blonde)                                                                                            |     |                                                                 |                             |                                 |                                         |                       |
| 37. | 15. | Az egyslágeres csoda (One Hit Wonder)                           | Steven Robman               | Ted Humphrey                    | 2008. május 13. 2010. július 30.        | 10,00 millió 605 ezer |
| Történet: Epizódszereplők: Mädchen Amick (Gina Romero), Lisa Sheridan (Marcy Danner), Mark Sheppard (Rupert Stone), Deirdre Lovejoy (Monica Wells), Robert Curtis Brown (Morgan Ride), Ivar Brogger (Kenneth Woodruff bíró), Megan Hilty (Laurel Hasbrouck), Hal Ozsan (Donny Garland), Vernee Watson (Miriam Keller bíró), Hugh Hefner (Önmaga), Paula Marshall (Jordan Westlake), Jamie Renée Smith (Abby Coleman) Megjegyzés: Ivar Brogger (Kenneth Woodruff bíró) és Paula Marshall (Jordan Westlake) utolsó megjelenése. |     |                                                                 |                             |                                 |                                         |                       |
| 38. | 16. | Wayne világa 3: A gyilkos Shark (Wayne's World 3: Killer Shark) | Adam Davidson               | Ian Biederman                   | 2008. május 20. 2010. augusztus 6.      | 10,27 millió 540 ezer |
| Történet: Epizódszereplők: Billy Campbell (Wayne Callison), Chris Mulkey (Griffin sheriff), Benito Martinez (Juarez ügynök), Raphael Sbarge (Christopher Hoffs), Brady Smith (Carl Lisco), Efrain Figueroa (Victor Ortiz bíró), Amy Scott (Amy), Christinna Chauncey (Nancy Lisco), Dean Napolitano (Ügyvezetőhelyettes), Christopher DerGregorian (Helyettes) |     |                                                                 |                             |                                 |                                         |                       |